# Orthoraphis
Orthoraphis is een geslacht van vlinders van de familie van de grasmotten (Crambidae), uit de onderfamilie van de Lathrotelinae.

## Soorten
- O. metasticta Hampson, 1898
- O. obfuscata (Hampson, 1893)
- O. paula West, 1931
- O. striatalis Hampson, 1916